# Iulian Bițucă
Iulian Bițucă (n. 2 septembrie 1949) este un antrenor emerit de scrimă român.

## Carieră
Iulian Bițucă a format la Iași, la Clubul Sportiv Municipal, zeci de campioni naționali la sabie, care ulterior au ajuns la loturile României, unde au cucerit medalii dintre cele mai strălucitoare la Campionatele Europene, Campionatele Mondiale și Jocurile Olimpice. Printre acesti campioni se numără Alin Lupeică, Florin Zalomir, Alexandru Sirițeanu, Cosmin Hănceanu, Tiberiu Dolniceanu, Ciprian Gălățanu, Elena Munteanu.
Iulian Bițucă activează la CS Mușchetarul Iași.